# Дольне Отроковце
Дольне Отроковце (словац. Dolné Otrokovce) — село в окрузі Глоговец Трнавського краю Словаччини. Площа села 9,31 км². Станом на 31 грудня 2015 року в селі проживало 380 жителів.

## Історія
Перші згадки про село датуються 1113 роком.

## Населення
| Рік:            | 1994. | 2004.   | 2014.    | 2024.   |
| --------------- | ----- | ------- | -------- | ------- |
| Кількість осіб: | 318   | 342     | 382      | 396     |
| Різниця:        |       | +7,54 % | +11,69 % | +3,66 % |

| Рік:            | 2023. | 2024.   |
| --------------- | ----- | ------- |
| Кількість осіб: | 395   | 396     |
| Різниця:        |       | +0,25 % |